# Битва за Санта-Клару
Битва за Санта-Клару (исп. Batalla de Santa Clara) — серия вооруженных столкновений, приведших в конце декабря 1958 к взятию кубинского города Санта-Клара революционерами под командованием Эрнесто Че Гевары.
Битва стала решающей победой повстанцев, боровшихся против режима президента Фульхенсио Батисты: через 12 часов после взятия города Батиста бежал с Кубы, и войска Фиделя Кастро одержали окончательную победу.

## Обстановка перед боями
28 декабря 1958 года колонна повстанцев Че Гевары продвигалась из порта Кайбарьен в город Камахуани, расположенный между Кайбарьеном и Санта-Кларой. По дороге их встречали толпы крестьян: энтузиазм населения и взятие Кайбарьена за один день укрепило в рядах повстанцев чувство близкой победы.
Составлявшие гарнизон Камахуани правительственные войска дезертировали, и колонна Гевары продолжила путь на Санта-Клару. К сумеркам повстанцы прибыли в городской университет, расположенный на краю города.

## Взятие города
Че Гевара, повредивший руку при падении со стены во время боев в Кайбарьене, разделил свои войска (около 300 человек) на две части. Южная колонна должна была первой вступить в контакт с оборонявшими город силами под командованием полковника Касильяса Лумпуйя.
Бронепоезд, посланный Батистой для пополнения запасов оружия, боеприпасов и снаряжения, проехал вдоль подножия холма Капиро на северо-востоке города и был развернут в командный пункт. Для взятия холма с использованием ручных гранат Гевара отрядил «команду смертников» под командованием двадцатитрёхлетнего Роберто Родригеса, известного как El Vaquerito. Защитники холма неожиданно быстро отступили, и бронепоезд с офицерами и солдатами был отведен к центру города.
В самом городе произошла серия стычек между правительственными войсками и второй колонной повстанцев под командованием Роландо Кубелы, поддерживаемой местным населением, поставлявшим бутылки с зажигательной смесью. Несмотря на поддержку авиации, снайперов и танков, гарнизон (казармы полка «Леонсио Видаль» и казармы 31 полка Сельской гвардии) был окружен силами Кубелы.

### Захват бронепоезда
Гевара, считавший главной задачей захват бронепоезда, успешно использовал тракторы сельскохозяйственного факультета местного университета, чтобы поднять железнодорожные рельсы. Благодаря этому, бронепоезд, вывозивший войска с холма Капиро, сошел с рельсов, и находившиеся в нём офицеры запросили перемирия. Рядовые солдаты, чей моральный дух был очень низок, начали брататься с повстанцами. Вскоре после этого бронепоезд оказался в руках повстанцев, а находившиеся в нём 350 солдат и офицеров взяты в плен.
Однако существует и другая версия событий, приведших к захвату бронепоезда. Согласно некоторым свидетельствам, окружение поезда и сдача его экипажа была согласована заранее, и офицеры были подкуплены Движением 26 июля. Сам Гевара писал, что экипаж бронепоезда был вынужден сдаться под градом бутылок с зажигательной смесью, из-за которых бронепоезд стал для солдат «настоящей печью». В бронепоезде находилось значительное количество оружия, которое было очень необходимо для дальнейшей борьбы, и могло стать основой вооружения как повстанцев, так и поддерживавших их крестьян.
Во второй половине дня Че Гевара сообщил по радио, что последние отряды в Санта-Кларе сдались. Полковник Касильяс и начальник полиции Рохас были казнены.

## Последствия
Захват бронепоезда и последующее освещение этого события в СМИ как правительством, так и повстанцами, стало переломным моментом Кубинской революции. Несмотря на то, что на следующий день правительственные газеты писали о «победе» Батисты при Санта Кларе, противоположные сведения, передаваемые войсками Кастро, ускорили серию капитуляций правительственных войск. Вскоре появились сообщения, что лидеры повстанцев беспрепятственно направляются в Гавану, чтобы взять власть.
1 января 1959 года Батиста покидает Кубу. 2 января 1959 года повстанцы вступают в Гавану. Революция победила.

## Битва за Санта-Клару в культуре
- Битва за Санта-Клару упоминается в посвященной Че Геваре кубинской песне Hasta Siempre.
- Эпизод сражения изображен на обороте банкноты в три конвертируемых кубинских песо[1].
- В городе Санта-Клара расположен мавзолей Че Гевары и мемориал, в котором находится бронепоезд, захваченный в ходе битвы.

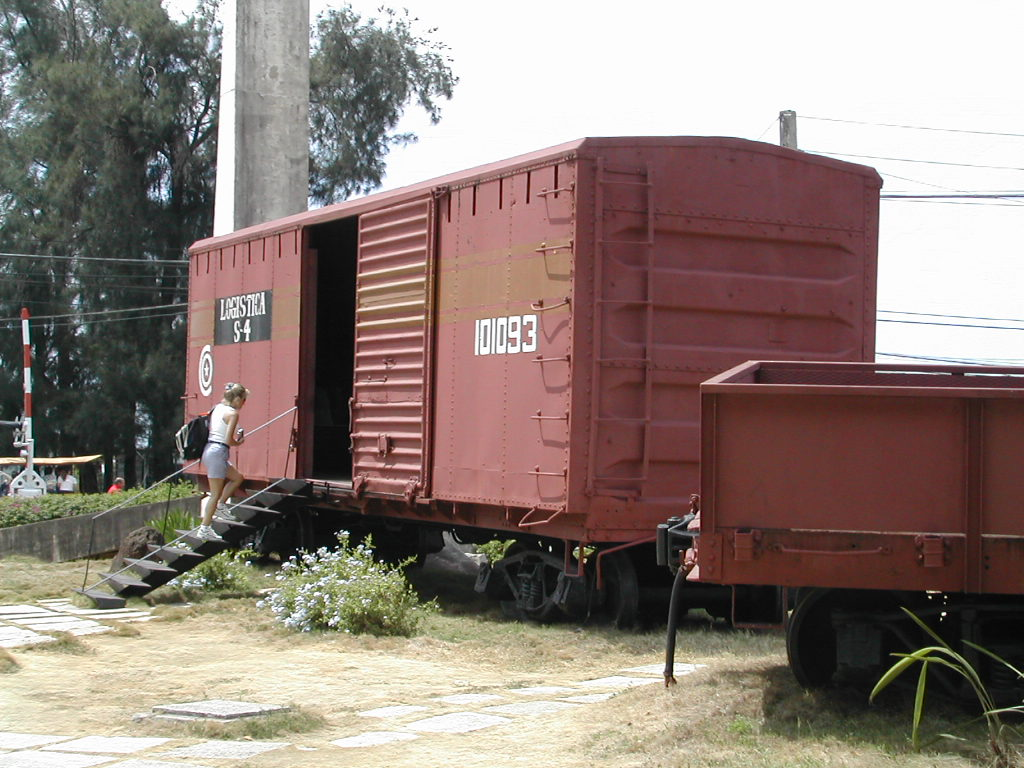
Бронепоезд правительственных войск.
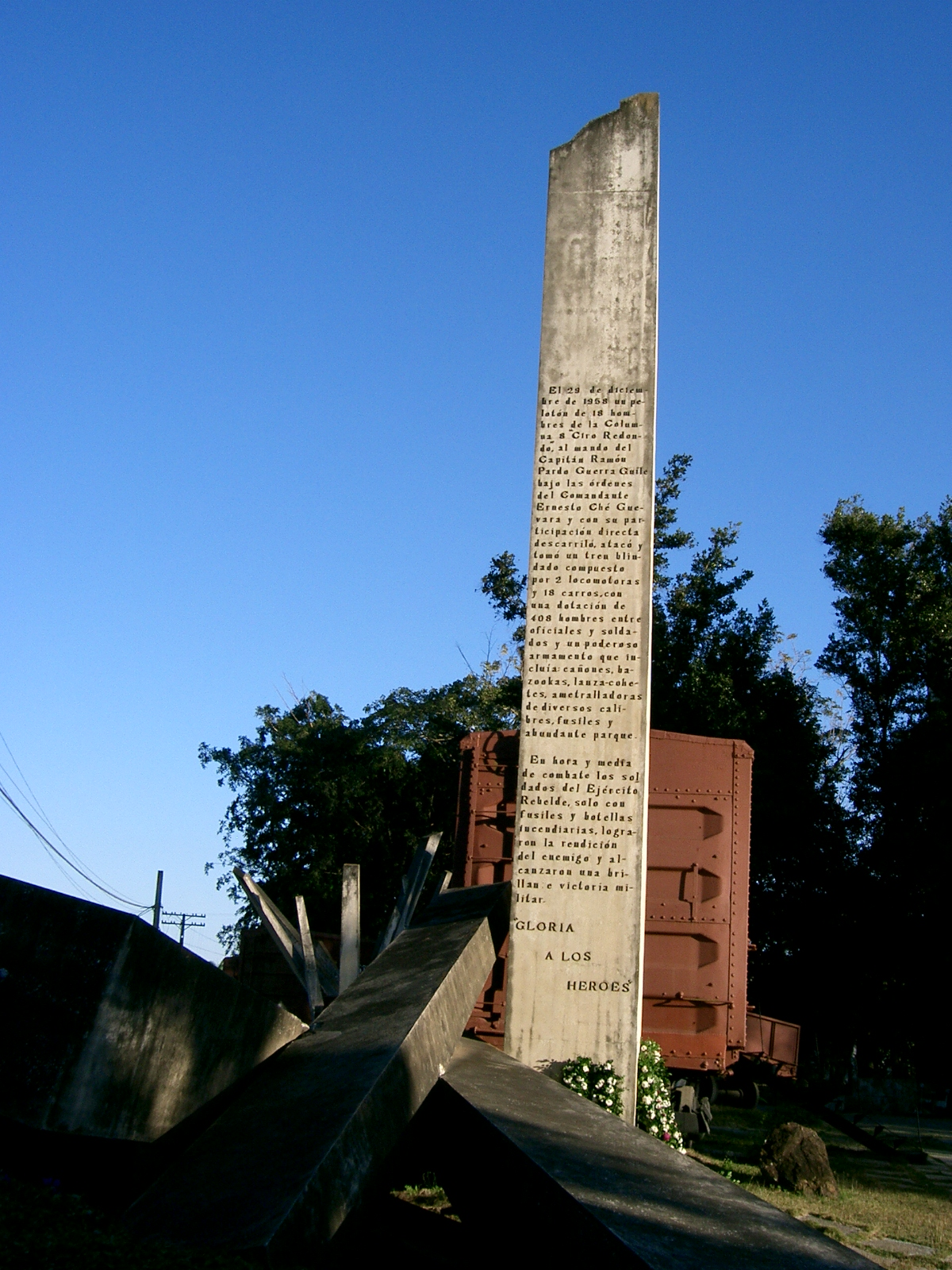
Мемориал битвы за Санта-Клару.